# 迅捷環球控股
迅捷環球控股有限公司，簡稱迅捷環球控股，以及迅捷環球（英語：Speedy Global Holdings Limited，港交所：0540），於2003年由黃志深（主席及總裁）創立名為「駿達實業（製衣）有限公司」。
業務為提供產品設計及開發、確認時裝等，總部位於香港九龍新蒲崗五芳街27–29號永濟工業大廈13樓B室。
而股份則在2013年1月15日於港交所主板上市。全球發售為1.5億股，集資額為8,700萬-1.23億港元，招股價為0.82港元。

## 連結
- Speedy-Global.com